# Айкут Демір
Айкут Демір (тур. Aykut Demir, нар. 22 жовтня 1988, Берген-оп-Зом) — нідерландський і турецький футболіст, захисник клубу «Гіресунспор».

## Клубна кар'єра
Народився 22 жовтня 1988 року в місті Берген-оп-Зом. Вихованець футбольної школи клубу «НАК Бреда». Дорослу футбольну кар'єру розпочав 2005 року в основній команді того ж клубу, в якій провів два сезони, взявши участь лише у 9 матчах чемпіонату. 
Протягом 2007—2009 років захищав кольори команди клубу «Ексельсіор» (Роттердам).
Своєю грою за останню команду привернув увагу представників тренерського штабу клубу «Генчлербірлігі», до складу якого приєднався 2009 року. Відіграв за команду з Анкари наступні чотири сезони своєї ігрової кар'єри. Більшість часу, проведеного у складі «Генчлербірлігі», був основним гравцем захисту команди.
До складу клубу «Трабзонспор» приєднався 2013 року. Відтоді встиг відіграти за команду з Трабзона 29 матчів в національному чемпіонаті.

## Виступи за збірні
На рівні збірних вирішив грати за команди своєї історичної батьківщини, Туреччини. 2011 року  захищав кольори другої збірної Туреччини. У складі цієї команди провів 13 матчів, забив 1 гол.
2013 року дебютував в офіційних матчах у складі національної збірної Туреччини.